# Červená Voda (Slowakei)
Červená Voda ist eine Gemeinde im Osten der Slowakei mit 527 Einwohnern (Stand 31. Dezember 2024). Sie gehört zum Okres Sabinov, einem Kreis des Prešovský kraj, sowie zur traditionellen Landschaft Šariš.

## Geographie

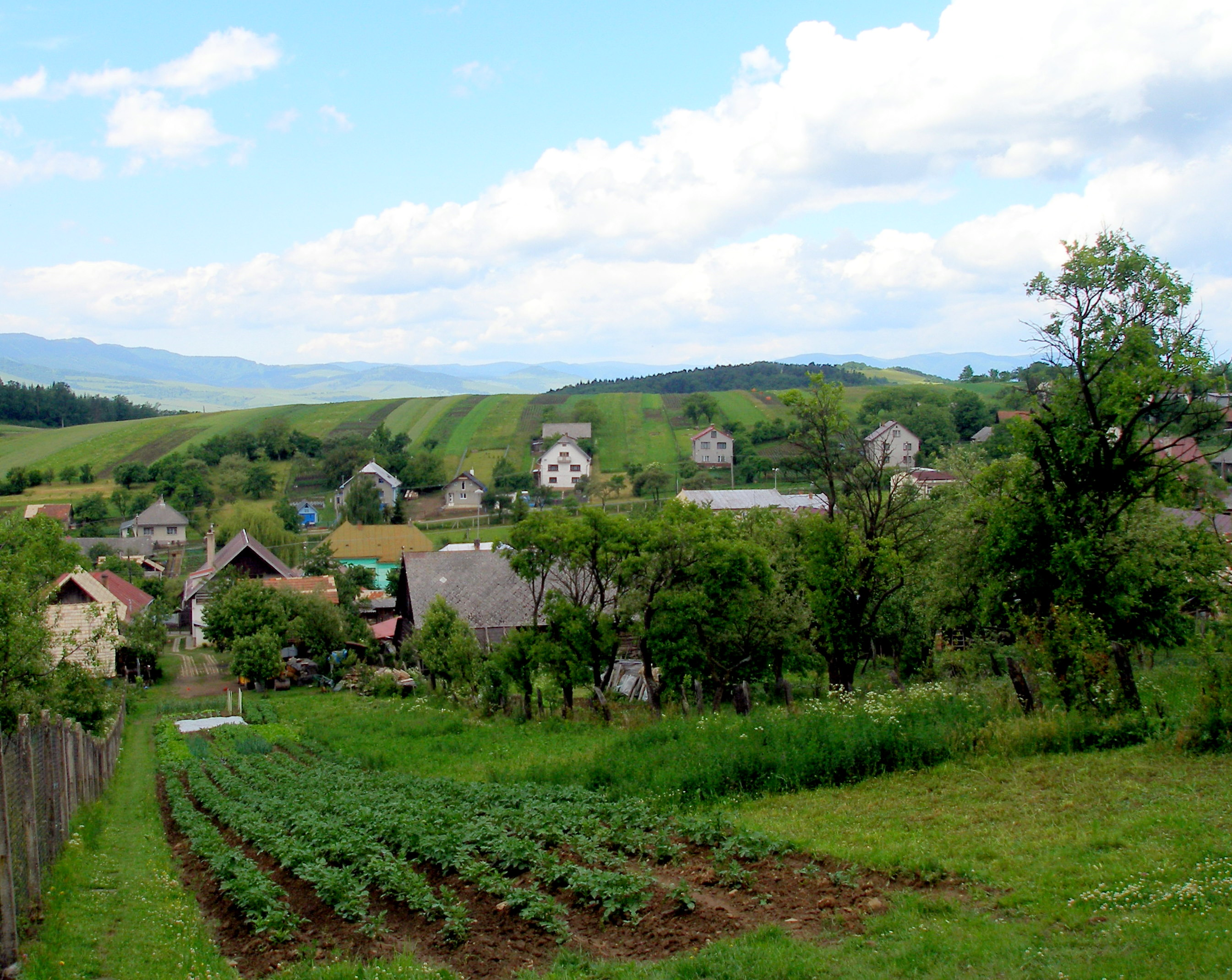
Červená Voda

Die Gemeinde befindet sich am Südhang des Gebirges Čergov im Tal der Torysa. Das Ortszentrum liegt auf einer Höhe von 515 m n.m. und ist sechs Kilometer von Sabinov entfernt.
Nachbargemeinden sind Sabinov (Katastralgemeinde Zálesie) im Norden, Drienica im Osten, Sabinov (Katastralgemeinde Sabinov) im Süden, Pečovská Nová Ves im Südwesten und Jakovany im Westen.

## Geschichte

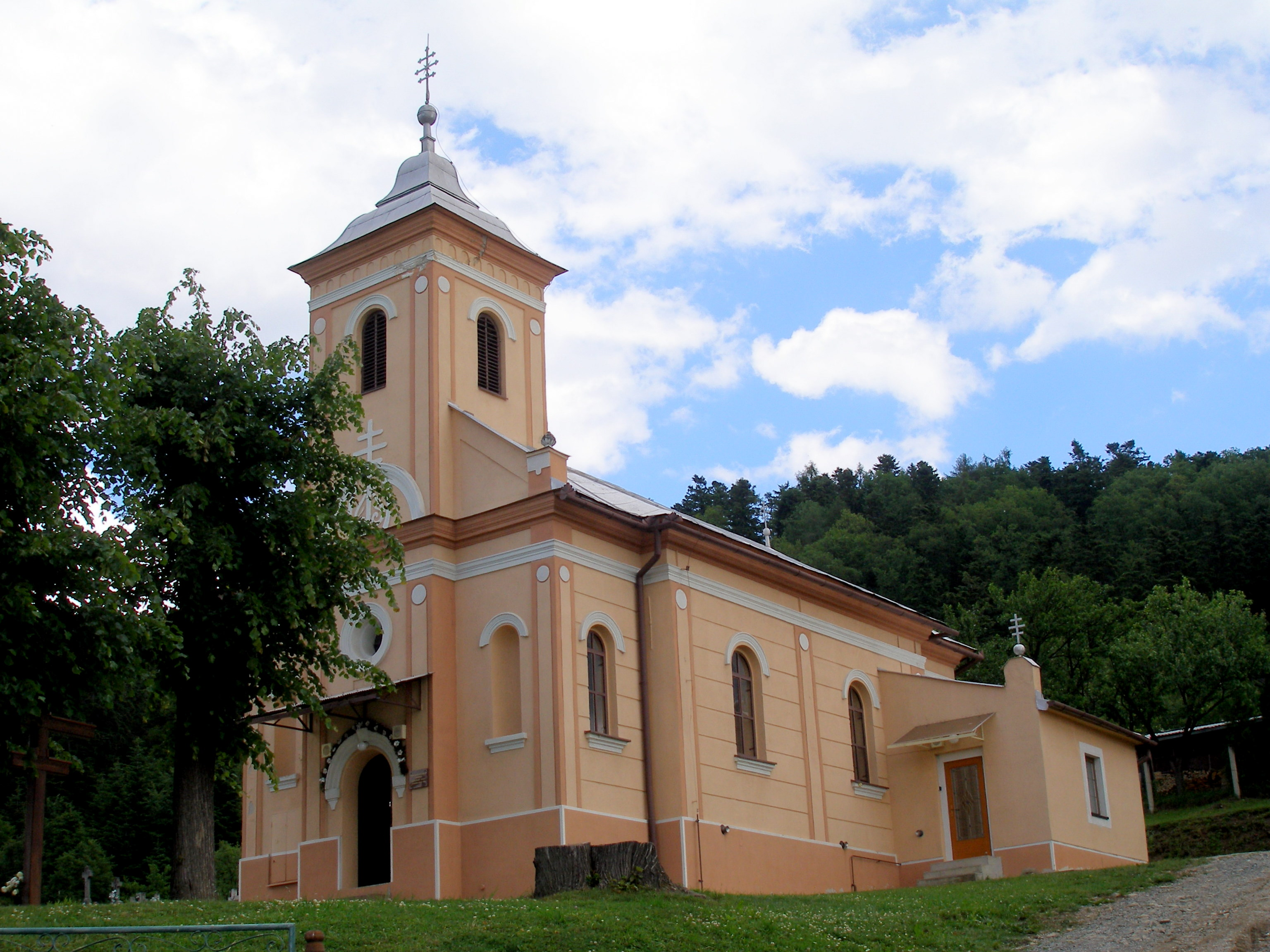
Kirche

Die heutige Gemeinde entstand erst 1956 durch Ausgliederung aus der Stadt Sabinov. Vorher hieß das Gebiet Majire oder Sabinovské dvory und die Einwohner waren als Landwirte, Viehhalter und Waldarbeiter beschäftigt. Ein Teil arbeitete zudem in Industriegebieten von Sabinov, Prešov und Košice.
Der Ortsname bedeutet auf Deutsch „rotes Wasser“.

## Bevölkerung
| Jahr                | 1994 | 2004    | 2014     | 2024    |
| ------------------- | ---- | ------- | -------- | ------- |
| Anzahl der Personen | 447  | 448     | 493      | 527     |
| Unterschied         |      | +0,22 % | +10,04 % | +6,89 % |

| Jahr                | 2023 | 2024    |
| ------------------- | ---- | ------- |
| Anzahl der Personen | 515  | 527     |
| Unterschied         |      | +2,33 % |

Nach der Volkszählung 2011 wohnten in Červená Voda 484 Einwohner, davon 456 Slowaken und ein Russine. 27 Einwohner machten keine Angabe zur Ethnie.
315 Einwohner bekannten sich zur griechisch-katholischen Kirche, 138 Einwohner zur römisch-katholischen Kirche und ein Einwohner zur Evangelischen Kirche A. B. Zwei Einwohner waren konfessionslos und bei 28 Einwohnern wurde die Konfession nicht ermittelt.

## Bauwerke
- griechisch-katholische Kirche der hl. Dreifaltigkeit aus dem Jahr 1904